# КАМАЗ-6299
КАМАЗ-6299 — российский городской сочленённый заднеприводный автобус особо большой вместимости, выпускающийся с 2021 года на НЕФАЗ.

## Описание
КАМАЗ-6299-40-52 (он же позднее КАМАЗ-6299-40-5F) был представлен в конце 2020 года. До весны 2021 года автобус проходил тестовую эксплуатацию в Москве. Серийное производство стартовало в конце 2021 года на НЕФАЗ.
Автобус оснащён 8,9-литровым рядным шестицилиндровым двигателем КАМАЗ-689.560-340 мощностью 340 л. с. Двигатель сочетается в паре с шестиступенчатой автоматической трансмиссией с ретардером. Кроме основного топливного бака ёмкостью 250 л, автобус также имеет дополнительный бак ёмкостью 150 л. Вместимость автобуса составляет 162 пассажира, включая 44 сидячих.
В 2022 году также была представлена модификация на КПГ — КАМАЗ-6299-40-5Т. Тестовая эксплуатация автобуса началась весной 2024 года в Санкт-Петербурге. Автобус оснащён моно-газовым двигателем мощностью 320 л. с. Вместимость составляет 155 пассажиров, включая 44 сидячих.

В 2025 году в Москве началась тестовая эксплуатация автобуса КамАЗ-6299-40-5F (дизельная версия).

КамАЗ-6299-40-5F  в Москве, 2025 год
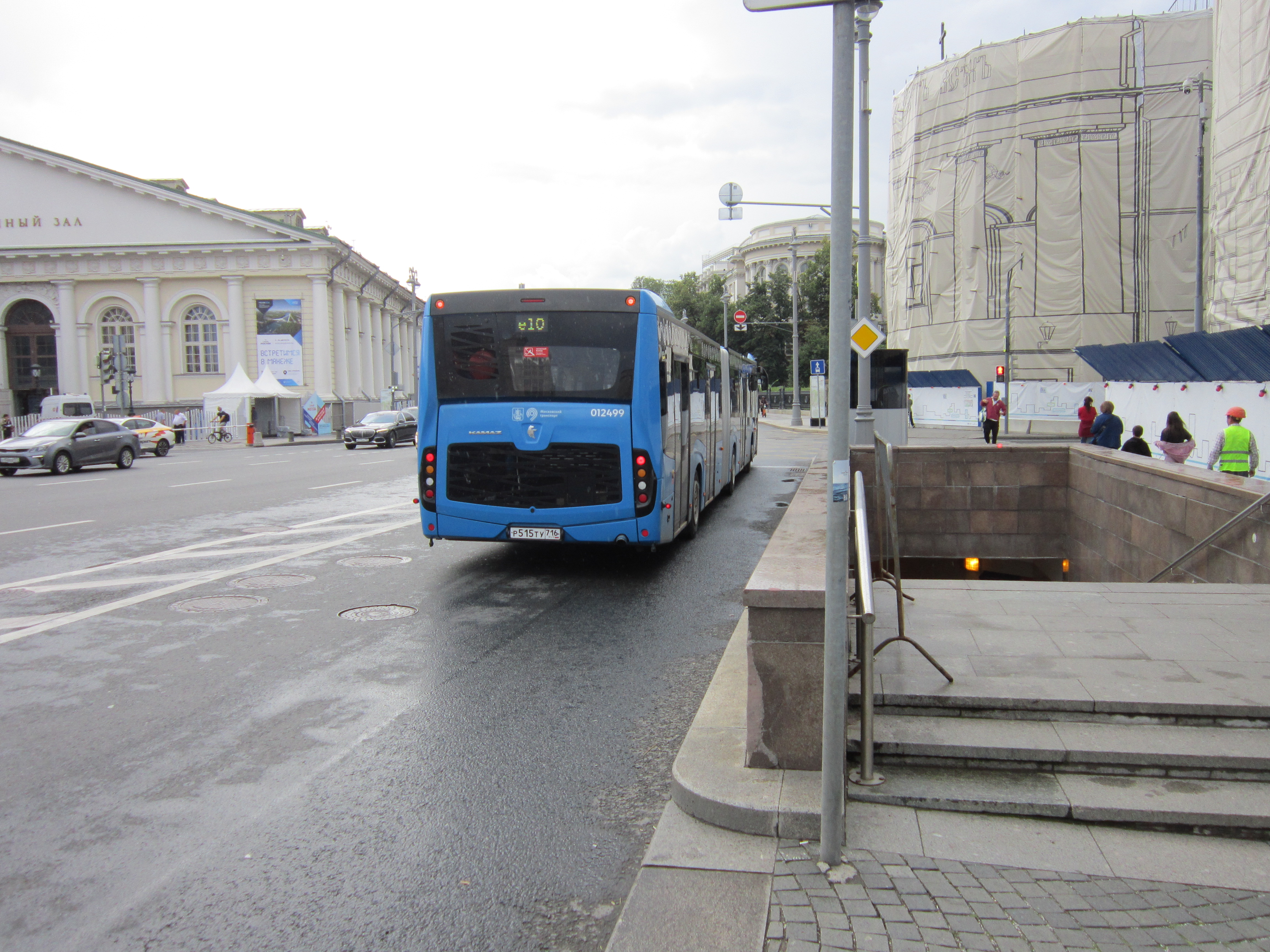
Вид сзади
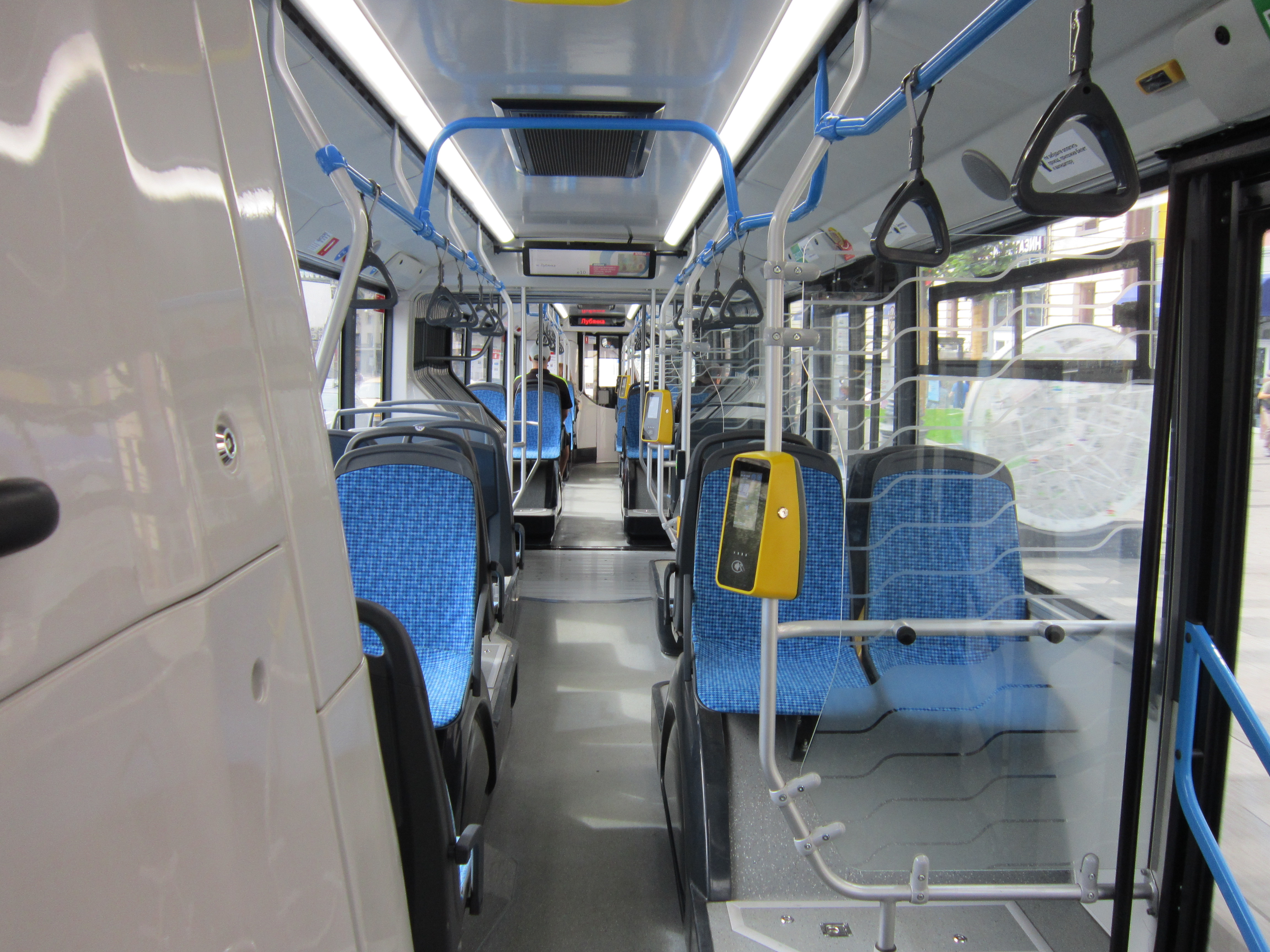
Салон, вид вперёд